# Stazione di San Tommaso del Piano
La stazione di San Tommaso del Piano era una fermata ferroviaria ubicata lungo la linea Avellino-Rocchetta Sant'Antonio. Serviva la frazione di San Tommaso del Piano, nel comune di Ruvo del Monte.

## Storia
La fermata venne attivata nel 1957. Aveva uno scarso traffico, essendo situata in una zona scarsamente abitata.
Nel 1987 venne soppressa, nel 1994 riaperta per un anno e, quindi, definitivamente soppressa. L'esercizio ferroviario sulla linea è stato sospeso il 12 dicembre 2010, e riattivato a partire dal 2016 per treni turistici.

## Strutture e impianti
La fermata è dotata di un binario passante dotato di marciapiede per il servizio passeggeri. L’ex fabbricato viaggiatori è tuttora visibile e in buone condizioni.